# Amor amargo
Amor amargo es una telenovela mexicana producida por Pedro Ortiz de Pinedo para TelevisaUnivision en el 2024. La telenovela está basada en la historia portuguesa de 2007 creada por Maria João Mira y Diogo Horta, Ilha dos Amores, siendo desarrollada por Óscar Ortiz de Pinedo y otros escritores. Se estrenó a través de Las Estrellas el 4 de noviembre de 2024 en sustitución de Mi amor sin tiempo, y finalizó el 23 de febrero de 2025 siendo reemplazado por Me atrevo a amarte.
Está protagonizada por Andrés Palacios y Ana Belena, junto con Daniela Romo, Arturo Peniche, Lizy Martínez y Martha Julia en los roles antagónicos.

## Trama
Tomás es el director general de una cadena de tiendas de artesanías mexicanas y viaja a Querétaro con su equipo para participar en una de las ferias artesanales más importantes del país. En este evento conoce a Gabriela San José, una mujer independiente y autosuficiente, quien acude a la feria como expositora de artesanías elaboradas en asociación con un grupo de mujeres emprendedoras. Cuando Tomás conoce a Gabriela, ve a la mujer con la que siempre ha soñado y decide conquistarla. Ella ve en él al hombre ideal y no duda en darle una oportunidad. Lo que no saben es que Jaime, el padre de Tomás, fue el gran amor de Beatriz, la madre de Gabriela.
En el pasado, Jaime y Beatriz se amaban sin medir las consecuencias de las diferencias de clase social y por eso Leonor San José, la madre de Beatriz, estuvo a punto de matar a Jaime, hasta que este tuvo que irse del pueblo, jurando volver algún día para vengarse. Cuando Tomás y Gabriela deciden que son el uno para el otro, reciben noticias por separado: Beatriz ha tenido un accidente y Gabriela debe regresar al pueblo. Cuando ella se va, Tomás recibe una llamada en la que le dicen que su padre sufrió un accidente y está muerto.
En su funeral, Tomás y Gabriela se enteran de que Jaime y Beatriz iban en el mismo auto que se desplomó en un abismo. Tomás y Gabriela se niegan a creer que son hijos de dos personas que se amaron tanto en el pasado, un pasado que desconocían por completo. Tomás decide que se quedará en Todos Los Santos para vengar la muerte de su padre. Su dolor se torna insoportable y está dispuesto a todo por lograr su objetivo, pero Gabriela está en medio de todo, ya que ella es la nieta de Leonor San José, la mujer que más odiaba Jaime y la principal sospechosa de lo que le pasó.

## Reparto
Una lista del reparto confirmado se publicó el 31 de julio de 2024, a través de la página web oficial de Las Estrellas.

### Principales
- Daniela Romo como Leonor San José
- Andrés Palacios como Tomás Jiménez Camacho
- Ana Belena como Gabriela Miranda San José
- Arturo Peniche como Enrique Olivares
- Cynthia Klitbo como Beatriz San José Pineda
- Francisco Gattorno como Jaime Jiménez Peralta
- Martha Julia como Magdalena Murray
- Alejandro Ávila como Guillermo San José
- Beatriz Moreno como Bienvenida Ruíz
- César Évora como Gabriel
- Adalberto Parra como Israel Pérez
- Lizy Martínez como Vera Olivares
- Ricardo Franco como Joaquín Ardila
- Jessica Decote como Lucía Falcón
- Karla Farfán como Miriam Miranda San José
- Karena Flores como Eva Miranda San José
- Pedro Baldo como Andrés Jiménez Camacho
- Alejandra Procuna como Dolores López
- Magda Karina como Alicia Sánchez
- Luz María Aguilar como Delirio Valdez
- Sergio Klainer como el Dr. Claudio Hernández

### Recurrentes e invitados especiales
- Julio Mannino como Carlos Torrijos
- Juan Ángel Esparza como Julio Martínez
- Evangelina Sosa como Martha Guerra
- Fernando Robles como Cipriano «Cheves» Ruíz
- Óscar Medellín como Francisco Carrera
- Daniel Gama como Emilio Duarte
- Federico Espejo como Marlon Smith
- Marco Uriel como Máximo San José
- Flora Fernández como Gloria Salvatierra
- Luisa Muriel como Sor Mercedes
- Arturo Posada como Paulo Martínez
- Eva Daniela como Catalina Olivares
- Italivi Orozco como Citlali Valdez
- Valeria Masini como Candela Murray
- Armando Andrade como Juan Pedro Guerra
- Alain Said como Gil Santos
- Rodrigo Ríos como Simón Alejandro
- Fiona Osio como Lisa Huerta
- Vanessa López como Minerva Guerra
- Lorena Meritano como Ofelia Cassanova[10]

## Episodios
| N.º | Título                            | Fecha de emisión original | Audiencia (millones) |
| --- | --------------------------------- | ------------------------- | -------------------- |
| 1 | «El amor perdura en la eternidad» | 4 de noviembre de 2024    | 2.27                 |
| Leonor se opone al amor de Beatriz y Jaime por pertenecer a una clase más baja que su familia y está dispuesta a todo con tal de separarlos. Tomás ve a Gabriela en la calle y la reconoce como la misma mujer que ha invadido sus sueños noche tras noche. Tomás pierde a Gabriela en el elevador, pero queda atorada y él logra salvarla de un trágico final. Gracias a la confesión de Alicia, Beatriz se da cuenta de que Jaime jamás dejó de amarla y se alegra de volver a verlo después de tanto tiempo separados.                                     |                                   |                           |                      |
| 2 | «Eres la mujer que siempre soñé»  | 5 de noviembre de 2024    | 2.27                 |
| Gabriela le pide a Francisco que respete su acuerdo de separarse para dejar de hacerse daño como pareja. Tomás organiza una cena romántica para su cita con Gabriela asegurando que lo que siente por ella es diferente a todas las demás conquistas. Beatriz reclama a Leonor por haber interferido en su relación con Jaime asegurándole que es la última vez que estarán frente a frente. Cheves encuentra al auto de Jaime y se asegura de cumplir el encargo de Leonor empujándolos al barranco.                                                         |                                   |                           |                      |
| 3 | «Es la peor venganza de toda»     | 6 de noviembre de 2024    | —                    |
| Gabriela presenta a Tomás como su novio para deshacerse de Francisco, lo cual Tomás escucha y se alegra de escucharlo. Leonor asegura que la muerte de Beatriz es parte de la venganza de Jaime y jura hacerle pagar destruyendo su legado para siempre. Emilio confirma la muerte de Jaime y se ve obligado a contarle la noticia a Tomás. Tomás escucha a Leonor hablando mal de Jaime y la confronta, exigiéndole que respete la memoria de su padre; descubre que Gabriela es la nieta de su nuevo enemigo.                                               |                                   |                           |                      |
| 4 | «Que la ira de Dios caiga»        | 7 de noviembre de 2024    | 2.10                 |
| Leonor despierta las sospechas de Gabriela al prohibirle volver a ver a Tomás. Leonor le pide a Israel detalles sobre la muerte de Beatriz por miedo a tener las manos manchadas con la sangre de su propia hija. Eva culpa a Leonor de la muerte de Beatriz echándole en cara que ella mató a su propio marido. Vera aprovecha para acercarse a Tomás con la intención de enamorarlo y apoderarse de su fortuna. |                                   |                           |                      |
| 5 | «¡Que empiece la guerra!»         | 8 de noviembre de 2024    | 1.95                 |
| Tomás le pide ayuda a Gabriela para descubrir la verdad sobre la muerte de sus padres y poder hacer justicia. Gabriela se enfrenta a Leonor para explicar el pasado entre Beatriz y Jaime y descubrir la verdad sobre su muerte. Tomás se niega a ceder ante las amenazas de Leonor y decide llevar a cabo la venganza de Jaime. Tomás se enfrenta a Leonor para quitarle el control de la fábrica, pero ella le revela que Gabriela es la nueva directora.                                                                                                   |                                   |                           |                      |
| 6 | «La reina de este pueblo»         | 11 de noviembre de 2024   | 1.95                 |
| Gabriela se desilusiona de Tomás al enterarse de que a él no le interesa ayudar a la fábrica, sino apoderarse de ella. Leonor busca la ayuda de Enrique y Francisco para enfrentar a Tomás desde el ámbito profesional y personal. Ahora que Gabriela está a cargo de la fábrica, Tomás pide ayuda a Emilio y Marlon para vengarse de Leonor, pero sin terminar lastimando a Gabriela. Vera advierte a Tomás sobre la mala reputación que se ha ganado Gabriela con los hombres de su vida.                                                                   |                                   |                           |                      |
| 7 | «La maldad te acecha»             | 12 de noviembre de 2024   | 1.88                 |
| La policía busca la identidad de la mujer que se encontró con Jaime y Beatriz en el restaurante con la esperanza de que pueda ayudarlos a descubrir la verdad sobre su muerte. Gabriela no sabe a quién debe apoyar, si al amor que siente por Tomás o al odio que gobierna la vida de Leonor. Magdalena organiza una cena para acercarse a sus hijastros, pero estos la desprecian, sospechando de sus verdaderas intenciones. Francisco, Enrique y Guillermo le señalan a Gabriela su apoyo incondicional para sacar adelante la fábrica y evitar su venta. |                                   |                           |                      |
| 8 | «No cruces los límites»           | 13 de noviembre de 2024   | 1.68                 |
| Gabriela le demuestra a Leonor que a diferencia del resto de su familia, ella no permitirá que nadie intente controlar su vida. Tomás le confiesa a Gabriela que Leonor ya había intentado matar a Jaime para alejarlo de Beatriz. Tomás le muestra a Gabriela pruebas de que Jaime y Beatriz estaban juntos cuando murieron, echando por tierra las acusaciones de Leonor. Gabriela le dice a Leonor que gracias a Tomás confirmó que no puede confiar en ella para encontrar la verdad sobre la muerte de Beatriz.                                          |                                   |                           |                      |
| 9 | «Tu enojo no es el mío»           | 14 de noviembre de 2024   | 2.12                 |
| Miriam le ruega a Gabriela que tenga cuidado con Tomás, pues sigue creyendo que al igual que su padre, es un hombre peligroso. Vera le ofrece a Francisco trabajar juntos para asegurarse de mantener separados a Tomás y Gabriela y conquistarlos. Gabriela se da cuenta de que Leonor quiere aprovechar su relación con Tomás para liquidar la deuda de la empresa de una forma que convenga más a la familia San José. Bienvenida logra evitar que Leonor se deshaga de la colección de cartas de amor que Jaime le había escrito a Beatriz hace 35 años.  |                                   |                           |                      |
| 10 | «Quiero perderme contigo»         | 15 de noviembre de 2024   | —                    |
| Joaquín interroga a Enrique sobre el ataque de Jaime la noche que murió y se da cuenta de que su versión de los hechos no coincide con la de Vera. Enrique confiesa su resentimiento hacia Beatriz por haberlo rechazado y Leonor sospecha que él tuvo algo que ver con la muerte de su hija. A pesar de no tener evidencias del fraude, Gabriela confirma que la distribuidora de la ciudad es responsable por la crisis de la fábrica. Gabriela aprovecha el viaje a la ciudad para pedirle a Tomás que pase la noche a su lado.                            |                                   |                           |                      |

Nota
1. ↑  Este episodio se pre-estrenó el 1 de noviembre de 2024 a través de Vix, la página, app y redes sociales oficiales —incluido el canal de Youtube y cuenta oficial de Facebook— de Las Estrellas.[11]

## Producción
El 10 de junio de 2024, se reportó que Pedro Ortiz de Pinedo inició la selección para escoger a su protagonista femenina, además, teniendo confirmado como título Amor amargo, Ortiz de Pinedo mencionó que Andrés Palacios, Martha Julia y Valeria Masini se habían integrado al equipo de reparto. El 15 de julio de 2024, Ana Belena fue confirmada como protagonista, junto con Daniela Romo y Arturo Peniche como los villanos estelares. La producción de la telenovela inicio rodaje el 31 de julio de 2024.

## Audiencias
| Temporada | Horario (CT)                     | Episodios | Primera emisión        | Primera emisión      | Última emisión        | Última emisión       | Prom. de espectadores (millones) |
| Temporada | Horario (CT)                     | Episodios | Fecha                  | Audiencia (millones) | Fecha                 | Audiencia (millones) | Prom. de espectadores (millones) |
| --------- | -------------------------------- | --------- | ---------------------- | -------------------- | --------------------- | -------------------- | -------------------------------- |
| 1         | Lunes a viernes 18:30 - 19:30 h. | 9         | 4 de noviembre de 2024 | 2.27                 | 23 de febrero de 2025 | —                    | 2.03                             |